# Trigonectes
Trigonectes là một chi cá trong họ Aplocheilidae thuộc bộ cá chép răng, gồm các loài cá bản địa của vùng Nam Mỹ.

## Các loài
Hiện hành có 06 loài cá được ghi nhận trong chi này:
- Trigonectes aplocheiloides Huber, 1995
- Trigonectes balzanii (Perugia, 1891)
- Trigonectes macrophthalmus W. J. E. M. Costa, 1990
- Trigonectes rogoaguae (N. E. Pearson & G. S. Myers, 1924)
- Trigonectes rubromarginatus W. J. E. M. Costa, 1990
- Trigonectes strigabundus G. S. Myers, 1925

1. ↑  Ranier Froese và Daniel Pauly (chủ biên). Các loài trong Trigonectes trên FishBase. Phiên bản tháng 8 năm 2012.